# Nepenthes rajah
Nepenthes rajah este o specie de plante carnivore din genul Nepenthes, familia Nepenthaceae, ordinul Caryophyllales, descrisă de Joseph Dalton Hooker. Conform Catalogue of Life specia Nepenthes rajah nu are subspecii cunoscute.